# Elecciones al Parlamento de las Islas Baleares de 2007
Las Elecciones al Parlamento de las Islas Baleares de 2007 se celebraron el 27 de mayo de 2007. En ella, todos los ciudadanos de las Islas Baleares mayores de 18 años según el censo electoral de 1 de marzo de 2007 fueron llamados a las urnas para elegir los 59 diputados del Parlamento de las Islas Baleares que habrán de legislar y nombrar en representación suya un nuevo presidente del Gobierno Balear para la VII legislatura. Estas elecciones fueron convocadas por el presidente del Gobierno de las Islas Baleares, Jaume Matas, el 3 de abril de 2007 después de decretar la disolución del Parlamento de las Islas Baleares de la VI legislatura, junto con las de las otras autonomías españolas (excepto las de Cataluña, País Vasco, Galicia y Andalucía) y con las municipales. El 5 febrero de 2010 el presidente Francesc Antich expulsaba a Unió Mallorquina del gobierno por su relación con diversos escándalos de corrupción, quedando formado el gobierno únicamente por PSIB y Bloc.

## Resultados
A continuación se reflejan los resultados a nivel autonómico por cada una de las candidaturas presentadas
| ← Elecciones al Parlamento de las Islas Baleares de 2007 → |                                                                  |                                 |         |       |         |      |
| Presidente y gobierno | Partido                                                          | Candidato                       | Votos   | %     | Escaños | +/-  |
| - Presidente: Francesc Antich - Gobierno: PSIB/PSOE-Bloc (PSM-EN-EU-EV-ERC)-UM (2007-2010) PSIB/PSOE-Bloc (PSM-EN-EU-EV-ERC) (2010-2011) - Censo: 699.947 - Votantes: 420.941 (60,14%) - Abstención: 279.006 (39,86%) - Válidos: 418.444 - A candidatura: 409.831 | Partido Popular (PP)                                             | Jaume Matas                     | 192.577 | 46,99 | 28      | -1   |
| - Presidente: Francesc Antich - Gobierno: PSIB/PSOE-Bloc (PSM-EN-EU-EV-ERC)-UM (2007-2010) PSIB/PSOE-Bloc (PSM-EN-EU-EV-ERC) (2010-2011) - Censo: 699.947 - Votantes: 420.941 (60,14%) - Abstención: 279.006 (39,86%) - Válidos: 418.444 - A candidatura: 409.831 | Partit Socialista Obrer Espanyol (PSIB-PSOE)                     | Francesc Antich                 | 115.477 | 28,18 | 16      | +1   |
| - Presidente: Francesc Antich - Gobierno: PSIB/PSOE-Bloc (PSM-EN-EU-EV-ERC)-UM (2007-2010) PSIB/PSOE-Bloc (PSM-EN-EU-EV-ERC) (2010-2011) - Censo: 699.947 - Votantes: 420.941 (60,14%) - Abstención: 279.006 (39,86%) - Válidos: 418.444 - A candidatura: 409.831 | Partido Socialista Obrero Español+Eivissa pel Canvi (PSOE+ExC) a | Xico Tarrés                     | 19.094  | 4,66  | 6 b     | +1 c |
| - Presidente: Francesc Antich - Gobierno: PSIB/PSOE-Bloc (PSM-EN-EU-EV-ERC)-UM (2007-2010) PSIB/PSOE-Bloc (PSM-EN-EU-EV-ERC) (2010-2011) - Censo: 699.947 - Votantes: 420.941 (60,14%) - Abstención: 279.006 (39,86%) - Válidos: 418.444 - A candidatura: 409.831 | Bloc per Mallorca d                                              | Gabriel Barceló                 | 37.572  | 9,17  | 4 e     | -1 f |
| - Presidente: Francesc Antich - Gobierno: PSIB/PSOE-Bloc (PSM-EN-EU-EV-ERC)-UM (2007-2010) PSIB/PSOE-Bloc (PSM-EN-EU-EV-ERC) (2010-2011) - Censo: 699.947 - Votantes: 420.941 (60,14%) - Abstención: 279.006 (39,86%) - Válidos: 418.444 - A candidatura: 409.831 | Unió Mallorquina (UM)                                            | Maria Antònia Munar             | 28.178  | 6,88  | 3       | =    |
| - Presidente: Francesc Antich - Gobierno: PSIB/PSOE-Bloc (PSM-EN-EU-EV-ERC)-UM (2007-2010) PSIB/PSOE-Bloc (PSM-EN-EU-EV-ERC) (2010-2011) - Censo: 699.947 - Votantes: 420.941 (60,14%) - Abstención: 279.006 (39,86%) - Válidos: 418.444 - A candidatura: 409.831 | Partit Socialista de Menorca-Verds (PSM-VERDS)                   | Eduard Riudavents               | 3.292   | 0,80  | 1       | =    |
| - Presidente: Francesc Antich - Gobierno: PSIB/PSOE-Bloc (PSM-EN-EU-EV-ERC)-UM (2007-2010) PSIB/PSOE-Bloc (PSM-EN-EU-EV-ERC) (2010-2011) - Censo: 699.947 - Votantes: 420.941 (60,14%) - Abstención: 279.006 (39,86%) - Válidos: 418.444 - A candidatura: 409.831 | Agrupació Independent Popular de Formentera (AIPF-PP) g          | Josep Mayans                    | 1.795   | 0,44  | 1       | =    |
| - Presidente: Francesc Antich - Gobierno: PSIB/PSOE-Bloc (PSM-EN-EU-EV-ERC)-UM (2007-2010) PSIB/PSOE-Bloc (PSM-EN-EU-EV-ERC) (2010-2011) - Censo: 699.947 - Votantes: 420.941 (60,14%) - Abstención: 279.006 (39,86%) - Válidos: 418.444 - A candidatura: 409.831 | Agrupación Social Independiente (ASI)                            | Joaquin Rabasco Ferreira        | 1.921   | 0,47  | 0       |      |
| - Presidente: Francesc Antich - Gobierno: PSIB/PSOE-Bloc (PSM-EN-EU-EV-ERC)-UM (2007-2010) PSIB/PSOE-Bloc (PSM-EN-EU-EV-ERC) (2010-2011) - Censo: 699.947 - Votantes: 420.941 (60,14%) - Abstención: 279.006 (39,86%) - Válidos: 418.444 - A candidatura: 409.831 | Esquerra de Menorca-Esquerra Unida (EM-EU)                       | Llorenç Pons Llabres            | 1.728   | 0,42  | 0       |      |
| - Presidente: Francesc Antich - Gobierno: PSIB/PSOE-Bloc (PSM-EN-EU-EV-ERC)-UM (2007-2010) PSIB/PSOE-Bloc (PSM-EN-EU-EV-ERC) (2010-2011) - Censo: 699.947 - Votantes: 420.941 (60,14%) - Abstención: 279.006 (39,86%) - Válidos: 418.444 - A candidatura: 409.831 | PSOE-Gente por Formentera (PSOE-GxF)                             | Miquel Juan Ferrer              | 1.456   | 0,36  | 0       |      |
| - Presidente: Francesc Antich - Gobierno: PSIB/PSOE-Bloc (PSM-EN-EU-EV-ERC)-UM (2007-2010) PSIB/PSOE-Bloc (PSM-EN-EU-EV-ERC) (2010-2011) - Censo: 699.947 - Votantes: 420.941 (60,14%) - Abstención: 279.006 (39,86%) - Válidos: 418.444 - A candidatura: 409.831 | Ciudadanos en Blanco (CENB)                                      | Aquiles Antonio Balle Blanes    | 1.216   | 0,30  | 0       |      |
| - Presidente: Francesc Antich - Gobierno: PSIB/PSOE-Bloc (PSM-EN-EU-EV-ERC)-UM (2007-2010) PSIB/PSOE-Bloc (PSM-EN-EU-EV-ERC) (2010-2011) - Censo: 699.947 - Votantes: 420.941 (60,14%) - Abstención: 279.006 (39,86%) - Válidos: 418.444 - A candidatura: 409.831 | Grupo Verde Europeo (GVE)                                        |                                 | 876     | 0,21  | 0       |      |
| - Presidente: Francesc Antich - Gobierno: PSIB/PSOE-Bloc (PSM-EN-EU-EV-ERC)-UM (2007-2010) PSIB/PSOE-Bloc (PSM-EN-EU-EV-ERC) (2010-2011) - Censo: 699.947 - Votantes: 420.941 (60,14%) - Abstención: 279.006 (39,86%) - Válidos: 418.444 - A candidatura: 409.831 | Partit Balear (PB(M))                                            | Margarita Susana Oliver Nuñez   | 802     | 0,20  | 0       |      |
| - Presidente: Francesc Antich - Gobierno: PSIB/PSOE-Bloc (PSM-EN-EU-EV-ERC)-UM (2007-2010) PSIB/PSOE-Bloc (PSM-EN-EU-EV-ERC) (2010-2011) - Censo: 699.947 - Votantes: 420.941 (60,14%) - Abstención: 279.006 (39,86%) - Válidos: 418.444 - A candidatura: 409.831 | Unión del Pueblo Balear (UPB)                                    | Francisco Jose Castillo Navarro | 689     | 0,17  | 0       |      |
| - Presidente: Francesc Antich - Gobierno: PSIB/PSOE-Bloc (PSM-EN-EU-EV-ERC)-UM (2007-2010) PSIB/PSOE-Bloc (PSM-EN-EU-EV-ERC) (2010-2011) - Censo: 699.947 - Votantes: 420.941 (60,14%) - Abstención: 279.006 (39,86%) - Válidos: 418.444 - A candidatura: 409.831 | Unió Centristes de Menorca (UCM)                                 | Federico Álvarez Vinent         | 686     | 0,17  | 0       |      |
| - Presidente: Francesc Antich - Gobierno: PSIB/PSOE-Bloc (PSM-EN-EU-EV-ERC)-UM (2007-2010) PSIB/PSOE-Bloc (PSM-EN-EU-EV-ERC) (2010-2011) - Censo: 699.947 - Votantes: 420.941 (60,14%) - Abstención: 279.006 (39,86%) - Válidos: 418.444 - A candidatura: 409.831 | Democràcia Pitiüsa (DP)                                          | Antonio Ribas Boned             | 675     | 0,16  | 0       |      |
| - Presidente: Francesc Antich - Gobierno: PSIB/PSOE-Bloc (PSM-EN-EU-EV-ERC)-UM (2007-2010) PSIB/PSOE-Bloc (PSM-EN-EU-EV-ERC) (2010-2011) - Censo: 699.947 - Votantes: 420.941 (60,14%) - Abstención: 279.006 (39,86%) - Válidos: 418.444 - A candidatura: 409.831 | Clau de Mallorca (CLAU)                                          | Pedro Duran Suasi               | 546     | 0,16  | 0       |      |
| - Presidente: Francesc Antich - Gobierno: PSIB/PSOE-Bloc (PSM-EN-EU-EV-ERC)-UM (2007-2010) PSIB/PSOE-Bloc (PSM-EN-EU-EV-ERC) (2010-2011) - Censo: 699.947 - Votantes: 420.941 (60,14%) - Abstención: 279.006 (39,86%) - Válidos: 418.444 - A candidatura: 409.831 | Coalició Treballadors per la Democràcia (TD)                     | Bartolomé Sancho Morey          | 543     | 0,13  | 0       |      |
| - Presidente: Francesc Antich - Gobierno: PSIB/PSOE-Bloc (PSM-EN-EU-EV-ERC)-UM (2007-2010) PSIB/PSOE-Bloc (PSM-EN-EU-EV-ERC) (2010-2011) - Censo: 699.947 - Votantes: 420.941 (60,14%) - Abstención: 279.006 (39,86%) - Válidos: 418.444 - A candidatura: 409.831 | Partido Isleño de las Islas Baleares (PIIB)                      | Juan Holgado Mena               | 366     | 0,09  | 0       |      |
| - Presidente: Francesc Antich - Gobierno: PSIB/PSOE-Bloc (PSM-EN-EU-EV-ERC)-UM (2007-2010) PSIB/PSOE-Bloc (PSM-EN-EU-EV-ERC) (2010-2011) - Censo: 699.947 - Votantes: 420.941 (60,14%) - Abstención: 279.006 (39,86%) - Válidos: 418.444 - A candidatura: 409.831 | Unión Cívica (UC)                                                | Juan Francisco Bermejo Garrido  | 342     | 0,08  | 0       |      |
| - Presidente: Francesc Antich - Gobierno: PSIB/PSOE-Bloc (PSM-EN-EU-EV-ERC)-UM (2007-2010) PSIB/PSOE-Bloc (PSM-EN-EU-EV-ERC) (2010-2011) - Censo: 699.947 - Votantes: 420.941 (60,14%) - Abstención: 279.006 (39,86%) - Válidos: 418.444 - A candidatura: 409.831 | En blanco                                                        | N/A                             | 8.613   | 2,10  | N/A     | N/A  |

a Coalición de PSOE y Ibiza por el Cambio (Esquerra Unida, Els Verds, Entendimiento Nacionalista y Ecologista de Ibiza y Esquerra Republicana de Catalunya) en Ibiza.

b De los cuales 4 pertenecen al PSIB-PSOE, 1 a ERC y 1 a Esquerra Unida.

c Respecto Pacto Progresista de Ibiza en 2003.

d Coalición de Partit Socialista de Mallorca - Entesa Nacionalista (PSM-EN), Esquerra Unida de Mallorca (EU), Els Verds de Mallorca (EV) y Esquerra Republicana de Catalunya (ERC).

e De los cuales 2 pertenecen al Partit Socialista de Mallorca, 1 a Esquerra Unida y 1 a Els Verds.

f Respecto a la suma de Esquerra Unida-Els Verds y PSM-Entesa Nacionalista en Mallorca en 2003.

g Ligado al PP en Formentera.

| Por partidos                                                                                    |           |
| Partido                                                                                         | Escaños   |
| Partido Popular (PP)                                                                            | 29        |
| Partido Socialista de las Islas Baleares-PSOE (PSIB-PSOE)                                       | 23        |
| Unió Mallorquina (UM)                                                                           | 3         |
| PSM-Entesa Nacionalista (PSM-EN) - Partit Socialista de Mallorca - Partit Socialista de Menorca | 3 - 2 - 1 |
| Esquerra Unida-Esquerra Verda (EU-EV)                                                           | 1         |

## Resultados por circunscripciones

### Mallorca
| ← Elecciones al Parlamento de las Islas Baleares, Mallorca → |         |       |         |      |
| Circunscripción de Mallorca (33 escaños)                     |         |       |         |      |
| Partido                                                      | Votos   | %     | Escaños | Dif. |
| Partido Popular (PP)                                         | 157.135 | 46,66 | 16      | =    |
| Partido Socialista de las Islas Baleares-PSOE (PSIB-PSOE)    | 101.364 | 30,10 | 11      | +1   |
| Unió Mallorquina (UM)                                        | 37.572  | 11,16 | 3       | =    |
| Bloc per Mallorca (BLOC)                                     | 28.172  | 8,37  | 3       | +3   |
| Agrupación Social Independiente (ASI)                        | 1.921   | 0,57  |         |      |
| Ciudadanos en Blanco (CenB)                                  | 937     | 0,28  |         |      |
| Partido Balear (PB(M))                                       | 802     | 0,24  |         |      |
| Unión del Pueblo Balear (UPB)                                | 689     | 0,20  |         |      |
| Clau de Mallorca (CLAU)                                      | 546     | 0,16  |         |      |
| Coalició Treballadors per la Democràcia (TD)                 | 543     | 0,16  |         |      |
| Partido Isleño de las Islas Baleares (PIIB)                  | 366     | 0,11  |         |      |
| Votos en blanco                                              | 6.696   | 1,98  |         |      |

### Menorca
| ← Elecciones al Parlamento de les Illes Balears, Menorca → |        |       |         |      |
| Circunscripción de Menorca (13 escaños)                    |        |       |         |      |
| Partido                                                    | Votos  | %     | Escaños | Dif. |
| Partido Popular (PP)                                       | 15.801 | 43,02 | 6       | =    |
| Partido Socialista de las Islas Baleares-PSOE (PSIB-PSOE)  | 14.113 | 38,42 | 6       | =    |
| Bloc per Menorca (BLOC)                                    | 3.292  | 8,96  | 1       | +1   |
| Unió de Centristes de Menorca (UCM)                        | 686    | 1,87  |         |      |
| Ciudadanos en Blanco (CenB)                                | 279    | 0,76  |         |      |
| Votos en blanco                                            | 830    | 2,24  |         |      |

### Ibiza
| ← Elecciones al Parlamento de las Islas Baleares, Ibiza → |        |       |         |      |
| Circunscripción de Ibiza (12 escaños)                     |        |       |         |      |
| Partido                                                   | Votos  | %     | Escaños | Dif. |
| Partido Popular (PP)                                      | 19.641 | 47,31 | 6       | -1   |
| PSOE-Ibiza por el Cambio (PSOE-ExC)                       | 19.094 | 45,82 | 6       | +1   |
| Grupo Verde Europeo (GVE)                                 | 876    | 2,10  |         |      |
| Democràcia Pitiüsa (DP)                                   | 675    | 1,62  |         |      |
| Unión Cívica (UC)                                         | 342    | 0,82  |         |      |
| Votos en blanco                                           | 1.043  | 2,49  |         |      |

### Formentera
| ← Elecciones al Parlamento de las Islas Baleares, Formentera → |       |       |         |      |
| Circunscripción de Formentera (1 escaño)                       |       |       |         |      |
| Partido                                                        | Votos | %     | Escaños | Dif. |
| Agrupació Independent Popular de Formentera (AIPF)             | 1.795 | 54,48 | 1       | =    |
| PSOE-Gente por Formentera (PSOE-GxF)                           | 1.456 | 44,19 |         |      |
| Votos en blanco                                                | 44    | 1,32  |         |      |

## Investidura del presidente de las Islas
| Candidato                   | Fecha                                                  | Voto  |    |    | BpM | UM | Total |
| --------------------------- | ------------------------------------------------------ | ----- | -- | -- | --- | -- | ----- |
| Francesc Antich (PSIB-PSOE) | 4 de julio de 2007 Mayoría requerida: Absoluta (30/59) | Sí    |    | 23 | 4   | 3  | 30/59 |
| Francesc Antich (PSIB-PSOE) | 4 de julio de 2007 Mayoría requerida: Absoluta (30/59) | No    | 29 |    |     |    | 29/59 |
| Francesc Antich (PSIB-PSOE) | 4 de julio de 2007 Mayoría requerida: Absoluta (30/59) | Abst. |    |    |     |    | 0/59  |